# Jacques de Thézac
Jacques de Thézac (né Marie Jacques Léon Émile Compagnon de Thézac à Orléans le 30 mai 1862 et mort à Combrit le 23 juin 1936) est un yachtman, ethnologue, photographe et philanthrope français, fondateur de l'Œuvre des Abris du marin.

## Biographie
Fils d'Émile Compagnon de Thézac, directeur de l'enregistrement et des domaines, et de Louise de Balby de Vernon, il épouse en 1888 une Bretonne, Anne de Lonlay, qui demeurait au manoir de Portzou, à Lanriec, et le ménage s'installe non loin à Sainte-Marine dans le département du Finistère.

### La photographie
Passionné de photographie, il réalisa alors, grâce à son sens de l’observation et à son amour du milieu maritime, de véritables reportages sur la vie des marins pêcheurs du début du vingtième siècle.
Refusant le pittoresque facile, il était ethnographe d’instinct. Il photographie les marins de tous âges dans les abris, mais aussi les enfants jouant sur les quais, les fêtes religieuses et profanes.
Pendant la première Guerre mondiale, il réalise un grand nombre de portraits qui restent très émouvants. En effet, il mettait son objectif à la disposition des familles pour adresser, au marin perdu dans les tranchées de la Somme ou de la Marne, le réconfort du sourire d’une épouse, d’une mère, d’un enfant.

### Le philanthrope
Privilégié, il prend conscience des misères de l’époque. Passionné, il mesure au cours de ses croisières celle des marins-pêcheurs, et constate l'alcoolisme et les maladies dont ils souffrent. Dès lors, sa vie bascule. Il décide de se consacrer à l’amélioration des conditions d’existence des gens de mer. Éduquer les marins, améliorer leurs conditions de vie et les détourner de l’alcool, telle est la mission qu’il se fixe.
Il crée en 1899 l'Almanach du marin breton dont le but est d'apporter une instruction et un divertissement aux marins, puis en 1908, il fonde l'Œuvre des Abris du Marin.
Il fera alors construire jusqu'en 1914 douze abris sur des plans de René Darde, la plupart dans le Finistère, et un dans le département du Morbihan, au Palais à Belle-Île. L'Œuvre se poursuivra après lui, et un grand nombre d'abris du marin seront établis par la suite dans tous les ports de France, jusqu'à Terre-Neuve.
Un des grands mérites de Jacques de Thézac est d'avoir contribué à changer le point de vue des marins sur l'utilité de savoir nager. Aux temps de la voile (schématiquement jusqu'au lendemain de la 1° Guerre Mondiale ), il était très difficile de repêcher un homme à la mer avec de lourds voiliers de pêche ou de charge rendus peu manœuvrants par le gros temps.
La noyade d'un homme passé par-dessus bord était une fatalité acceptée et quasiment aucun pays n'exigeait des marins de savoir nager pour un enrôlement dans la marine de guerre ou de commerce, à l'exception notable de la marine de guerre... austro-hongroise (Cf le sauvetage d'une bonne partie de l'équipage du cuirassé Szent Istvan torpillé par une vedette rapide italienne). Jacques de Thézac, au cours de ses pérégrinations sur le littoral breton (à bord d'une automobile carrossée comme un canot) donnait des leçons de natation aux enfants des pêcheurs (les adultes étaient plus difficiles à convaincre) et faisait la promotion des engins de sauvetage individuels (bouées, brassières et ceintures de sauvetage, encore encombrantes, en liège et toile à voile, mais cependant efficaces). Il organisait des concours de natation (dont une épreuve "en conditions réelles" , avec bottes et ciré)   Cette action n'allait pas sans réticences (les engins de sauvetage individuels étant vus comme un surcoût inutile) mais il contribua cependant à faire évoluer les mentalités sur ce point. Les premiers marins à adopter les ceintures de sauvetage furent les équipages des canots de sauvetage (Hospitaliers Sauveteurs Bretons , Société Centrale de Secours aux Naufragés) .

#### «L'Almanach du Marin Breton»
Jacques de Thézac qui a compris la nécessité du faire savoir crée l’« Almanach du Marin Breton », «  publication professionnelle et éducative  », dont la première édition paraît en 1899.
Quelque 110 éditions plus tard, l’"Almanach du Marin Breton" regroupe toujours les informations nautiques nécessaires à la navigation professionnelle ou de plaisance : météo, annuaire des marées, calcul des hauteurs d'eau, cartes des courants de marée, rappel des méthodes de calcul nautique comme la règle des douzièmes, radionavigation, livre des phares et feux, description et contacts de près de 350 ports, textes officiels. Il constitue un ouvrage règlementaire, nécessaire à bord de chaque bateau. Les ressources tirées de sa diffusion contribuent à l’action sociale de l’Œuvre du Marin Breton.
Il est tout particulièrement précieux pour tout ce qui touche à la navigation dans les zones de fortes marées (Manche et littoral Atlantique).
Pendant de très nombreuses années chaque page de l'Almanach du marin Breton portait systématiquement en en-tête une maxime édifiante reflétant les convictions de Jacques de Thézac, notamment en matière de lutte contre l'alcoolisme, comme par exemple : "Consommez le raisin qui nourrit au lieu du vin qui abrutit".
Jacques Perret, écrivain et plaisancier, qui se met en scène ainsi que son vieux complice André Collot lors d'une picaresque croisière  à bord de son petit "sloup à tapecul" , le Matam, dans le roman Rôle de Plaisance, décrit avec ironie et un brin de tendresse, l'indispensable Almanach du Marin Breton, son utilité technique et ses penchants moralisateurs.
Perret et Collot, tous deux francs buveurs, s'envoient par jeu quelques piques humoristiques basées sur les maximes de haut de page, et Perret conclut : "l'almanach du Marin Breton est un ouvrage édifiant: on y voit le Bon Dieu pourchassant le  Mauvais Vin au fil des pages  à coups  d' aphorismes vengeurs".

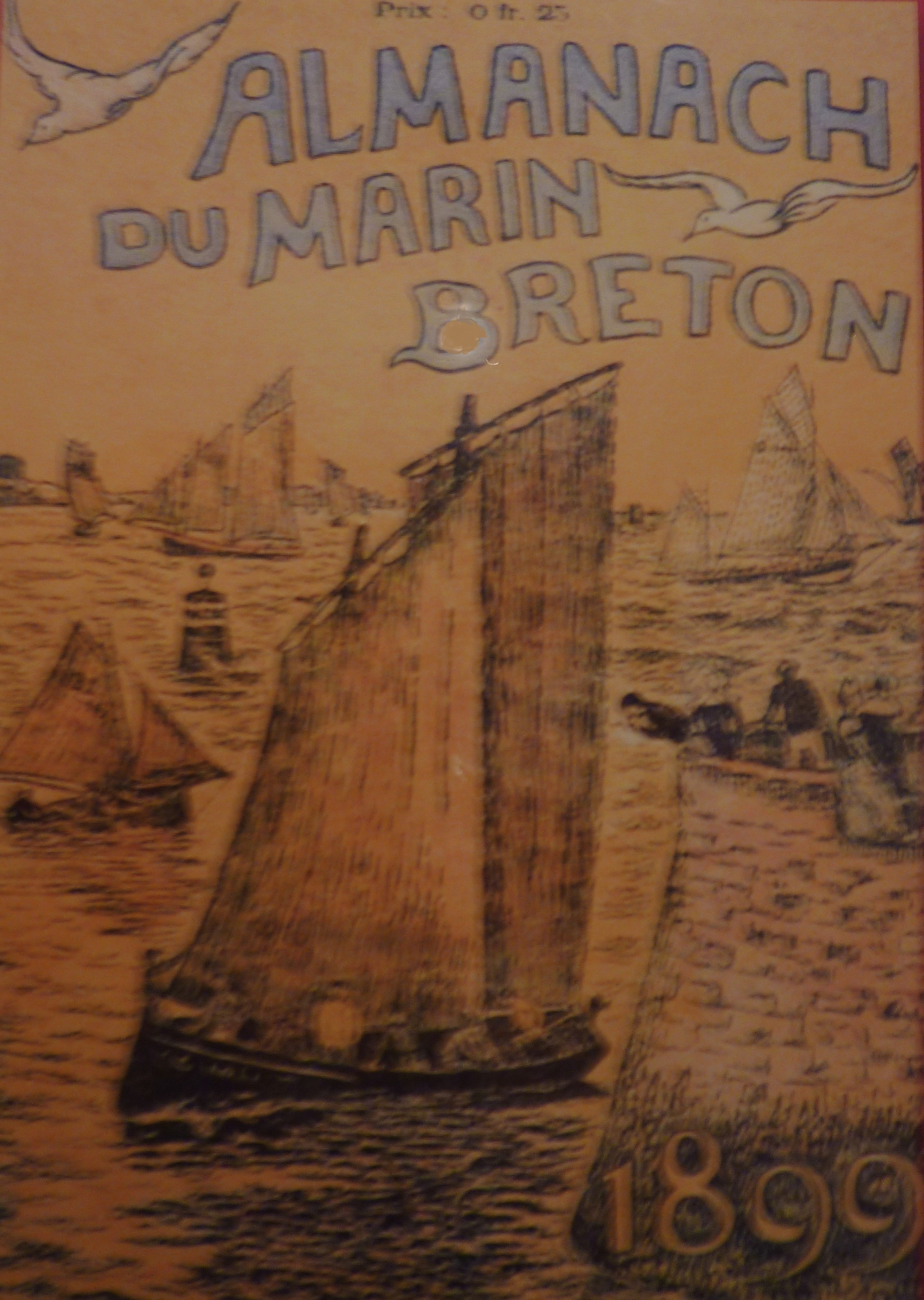
« Almanach du marin breton » 1899, page de couverture
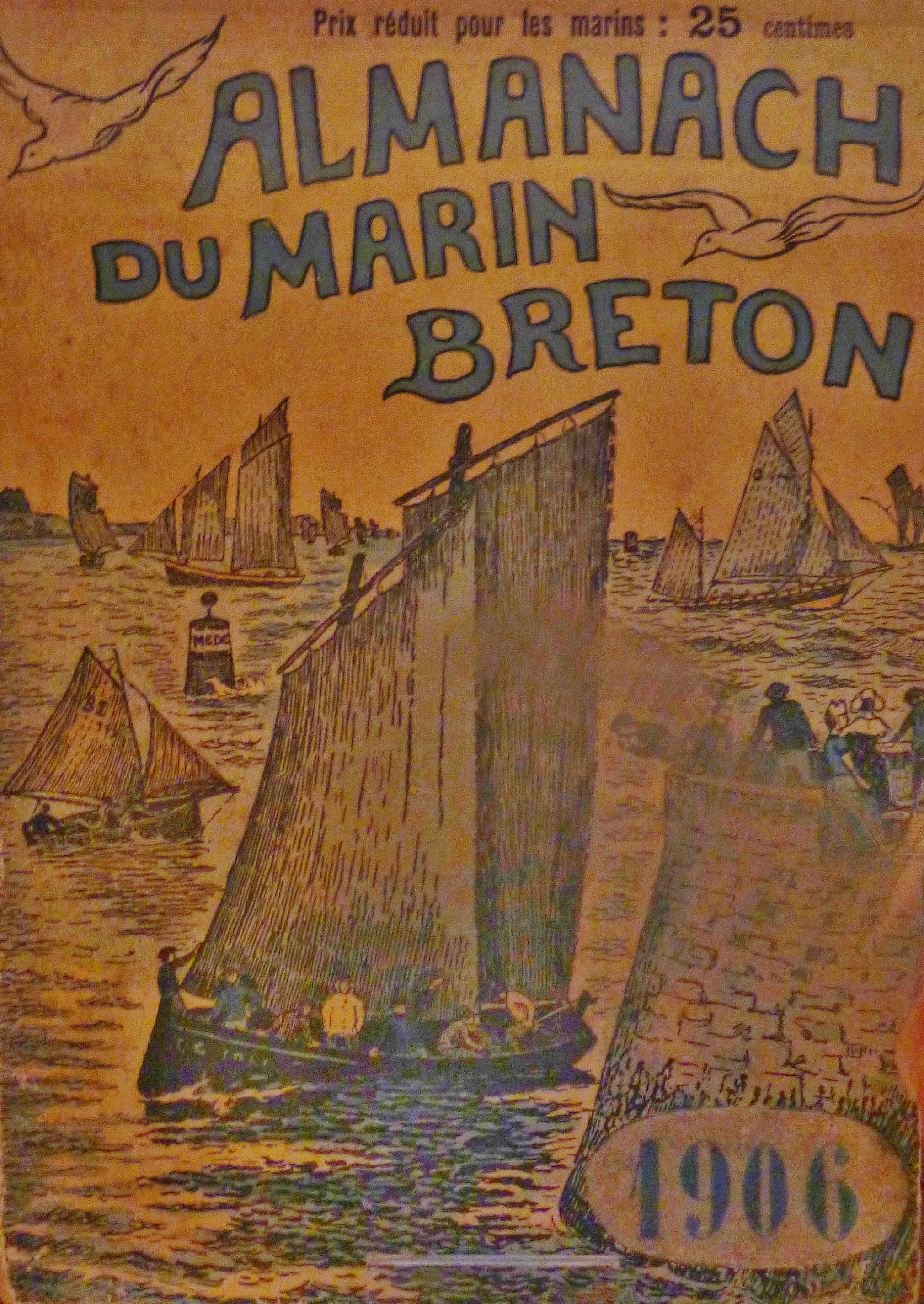
« Almanach du marin breton » 1906, page de couverture

#### Les «Abris du marin»
Jacques de Thézac décide d’offrir aux pêcheurs des locaux sains, chauffés, confortablement aménagés, des salles de réunion et d’éducation : les « Abris du marin », inspirés des sailor’s homes britanniques. Il s'agit de maisons, situées sur le port, toujours peintes en rose, les Abris devaient être des cabarets modèles.
De 1900 à 1933, onze « Abris du marin » sont implantés dans des ports du Finistère et un dans le Morbihan. Quelques autres furent construits par la suite.
Les dates d'ouverture des "Foyers du Marin" sont les suivantes :
- février 1900 : Le Guilvinec
- décembre 1900 : Île-de-Sein :deux bâtiments aujourd'hui inscrits aux monuments historiques : abri de 1900, car un autre Abri du marin (l'Abri de 1906) est construit en 1906.
- janvier 1901: Passage-Lanriec
- novembre 1901 : Audierne
- novembre 1901 : Concarneau (quai de la Croix), transformé en auberge de jeunesse depuis 1960
- décembre 1901 : Le Palais (Belle-Île-en-Mer)[3]
- 1903 : Camaret
- 1er novembre 1904 : Sainte-Marine
- 1908 : Île-Tudy
- 1909 : Roscoff
- après 1910 : Le Conquet
- 1912: Douarnenez, un bâtiment construit en 1912 (inscrit aux monuments historiques pour sa façade et sa toiture), est le siège de la revue Chasse-marée pendant des années, privatisé et objet d'un projet immobilier ;
- 1952: Saint-Guénolé
- dates non précisées : Poulgoazec, Houat, Port-Maria.

Guy de la Rochefoucauld décrit ainsi les « Abris du marin » en 1914 :

« Chaque abri est d'un modèle à peu près uniforme. Il a l'aspect d'une grande maison de style breton, mais qui donne l'impression de l'aisance et de la propreté. Il se compose de deux salles : l'une est proprement consacrée aux réunions des pêcheurs. On y cause, on y joue à des jeux dont l'intérêt pécuniaire est banni selon les prescriptions, rigoureuses à cet égard, du règlement. Une salle de lecture fait suite, dotée d'une bibliothèque qui renferme les éléments variés des manuels d'instruction professionnelle et de récréation intellectuelle. (...). Au premier étage, les dortoirs. Sous le préau adjacent, des agrès de gymnastique tout montés, tandis que dans la cour des jeux de quilles, de boules, etc. Dans la salle de lecture, on trouve à discrétion le papier à lettres et les fournitures de bureau, mis gratuitement à disposition des marins. Une citerne, enfin, permet aux pêcheurs de remplir leurs barils de saine eau douce. »

Outre une salle de presse où étaient donnés des conférences, des cours de perfectionnement en navigation ou des séances de projection, les « Abris du marin » comportaient une bibliothèque, un dispensaire, des chambres pour les marins de passage, des ateliers et un préau équipé de matériels de gymnastique. Aux abords étaient organisés concours de natation, de maquettes de bateaux, de godille ou de chanson.
Charles Le Goffic a aussi décrit en 1907 ces « Abris du marin » dans son livre Sur la côte; cette description est disponible sur un site Internet. Il parle aussi de Thézac dans "l'âme bretonne"
Jacques de Thézac expérimente aussi à Sainte-Marine des "logements du marin" : cette œuvre « ébauchée à Sainte-Marine, met à portée de quelques familles, à bas prix, une saine et gaie maisonnette de quatre pièces, orientée vers la lumière, avec de larges fenêtres au lieu de la misérable lucarne qui laisse l'intérieur des vieilles chaumières dans l'ombre, l'ombre close favorable au développement des microbes. On y ajoute un petit champ qui aide encore à détourner le pêcheur du cabaret, en l'attirant à ses moments de loisir, quand le temps n'est pas maniable, quand la sardine ne donne pas, à la profitable culture de la terre. Ces maisons ne sont pas encore nombreuses, l'argent manque, mais elles servent de modèle ; elles suggèrent à tous l'idée et le désir d'une vie plus propre et plus heureuse ».
Avec l’amélioration des conditions de vie des pêcheurs, de nombreux « Abris du marin » disparaissent après les années cinquante.

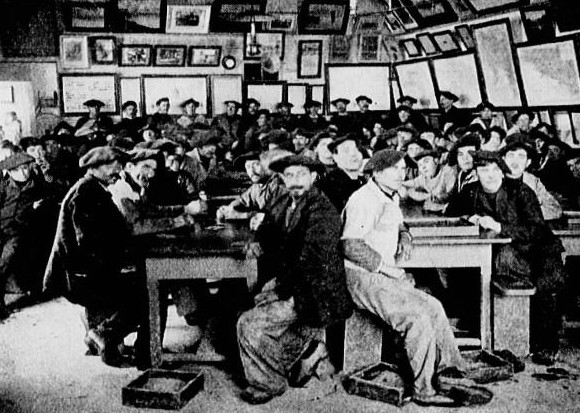
Une salle de l'Abri du marin d'Audierne en hiver vers 1914
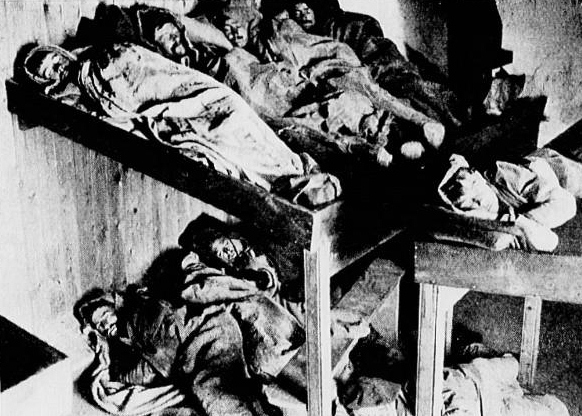
La salle de couchage de l'Abri du marin d'Audierne vers 1914
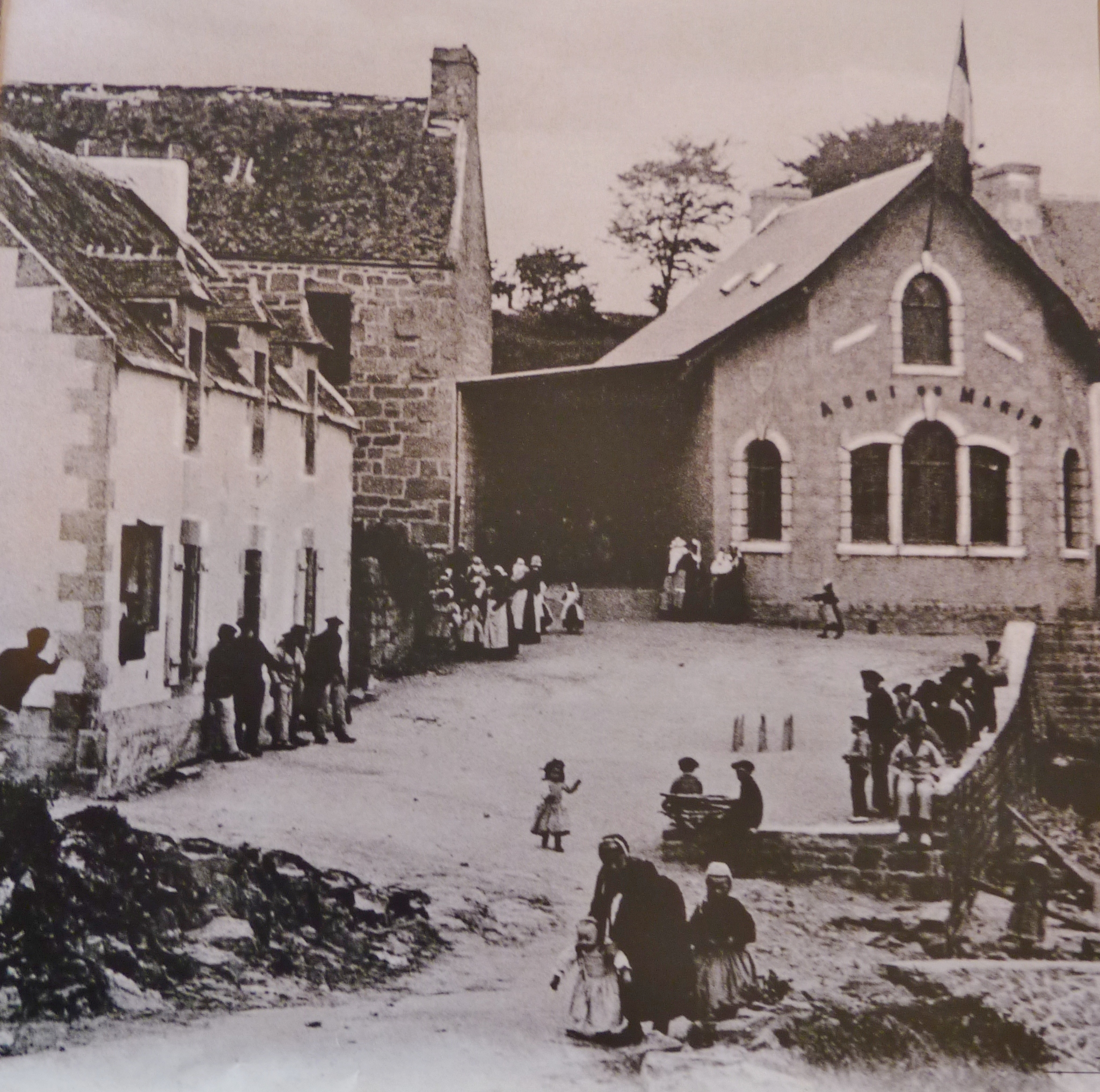
Sainte-Marine : l'"Abri du Marin" au début du XXe siècle
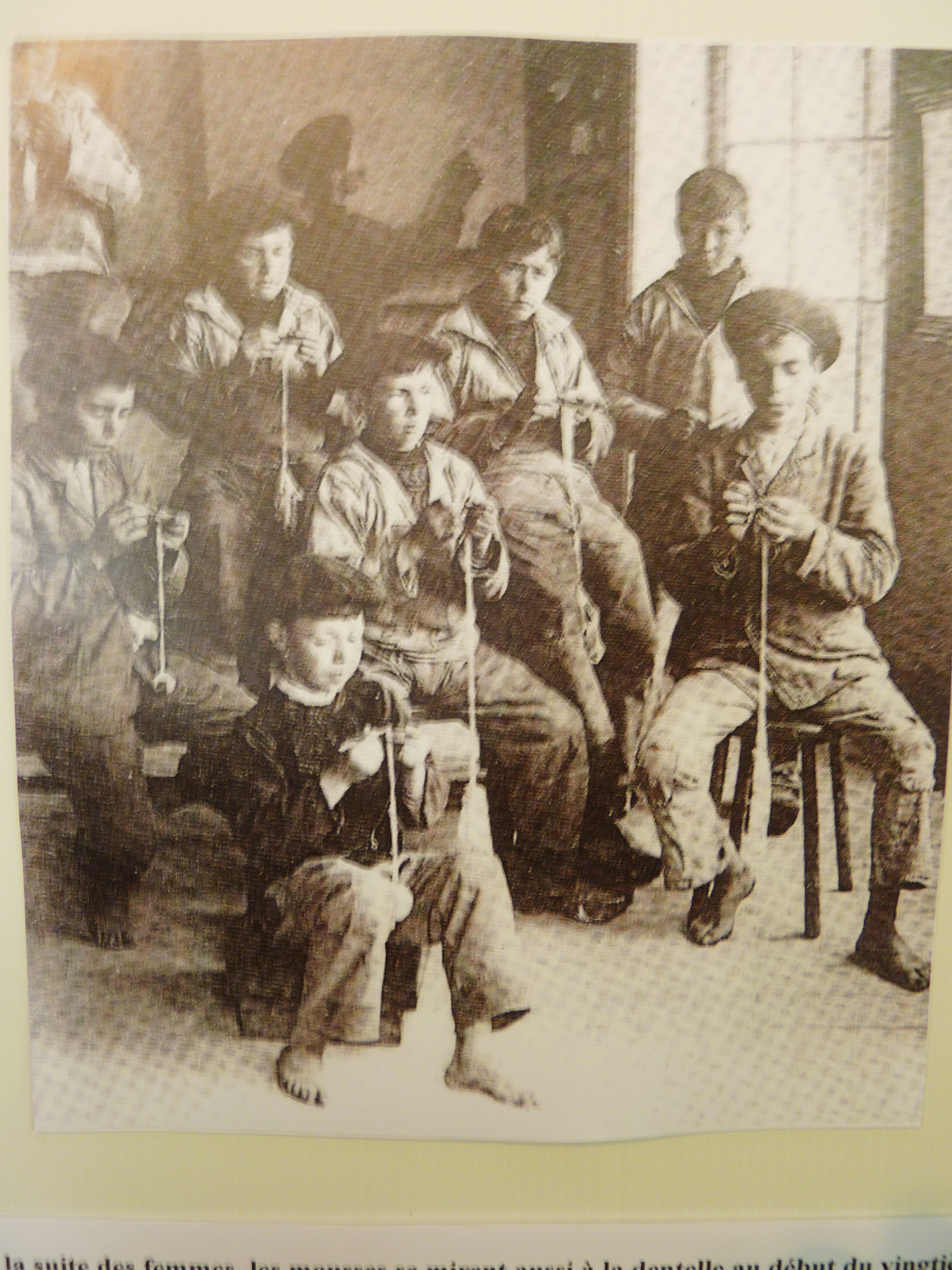
Sainte-Marine : Abri du marin, mousses faisant de la dentelle pour tenter de gagner leur vie pendant la crise sardinière du début du XXe siècle
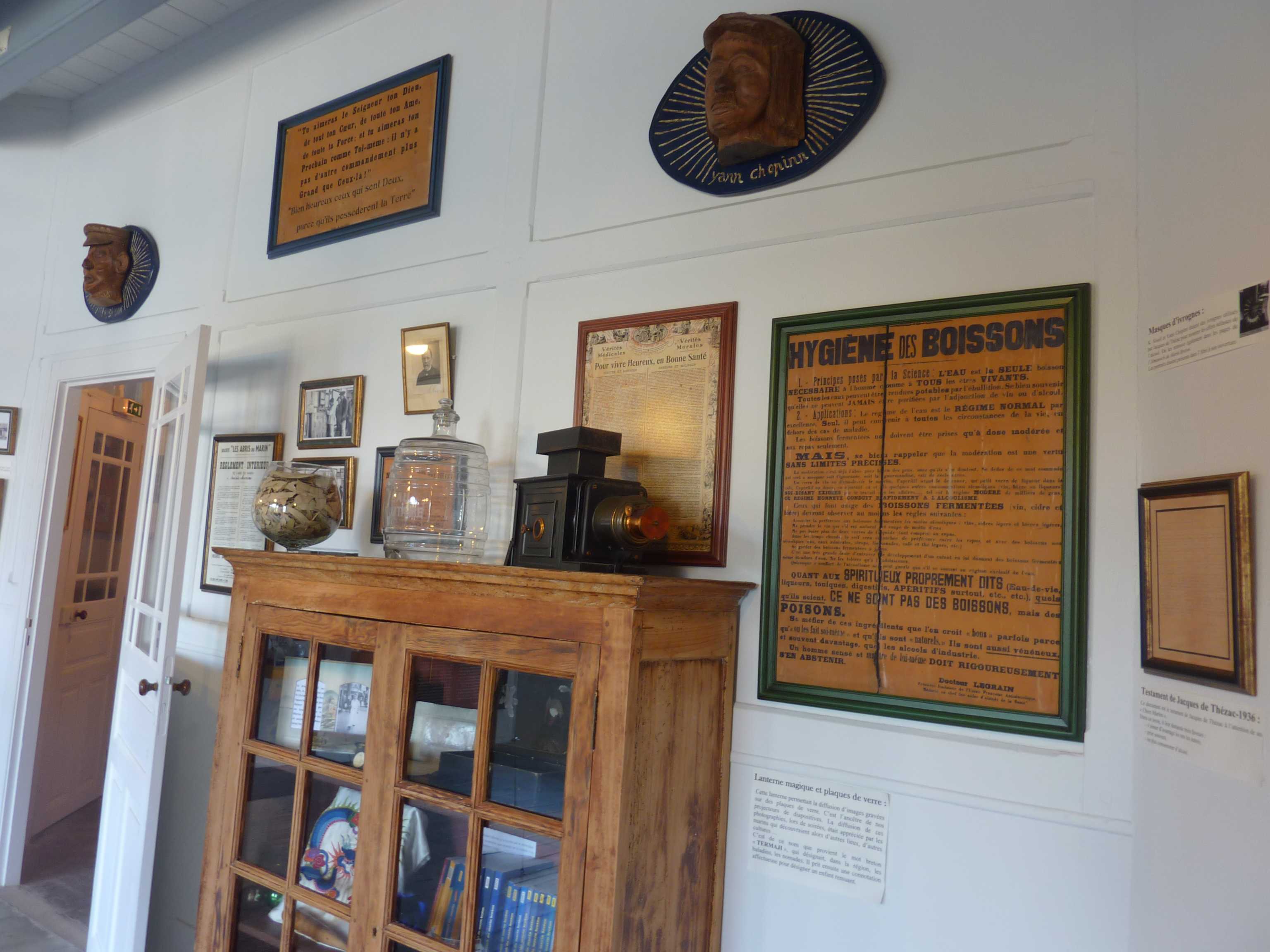
Sainte-Marine : "Abri du marin", l'un des murs de la salle principale
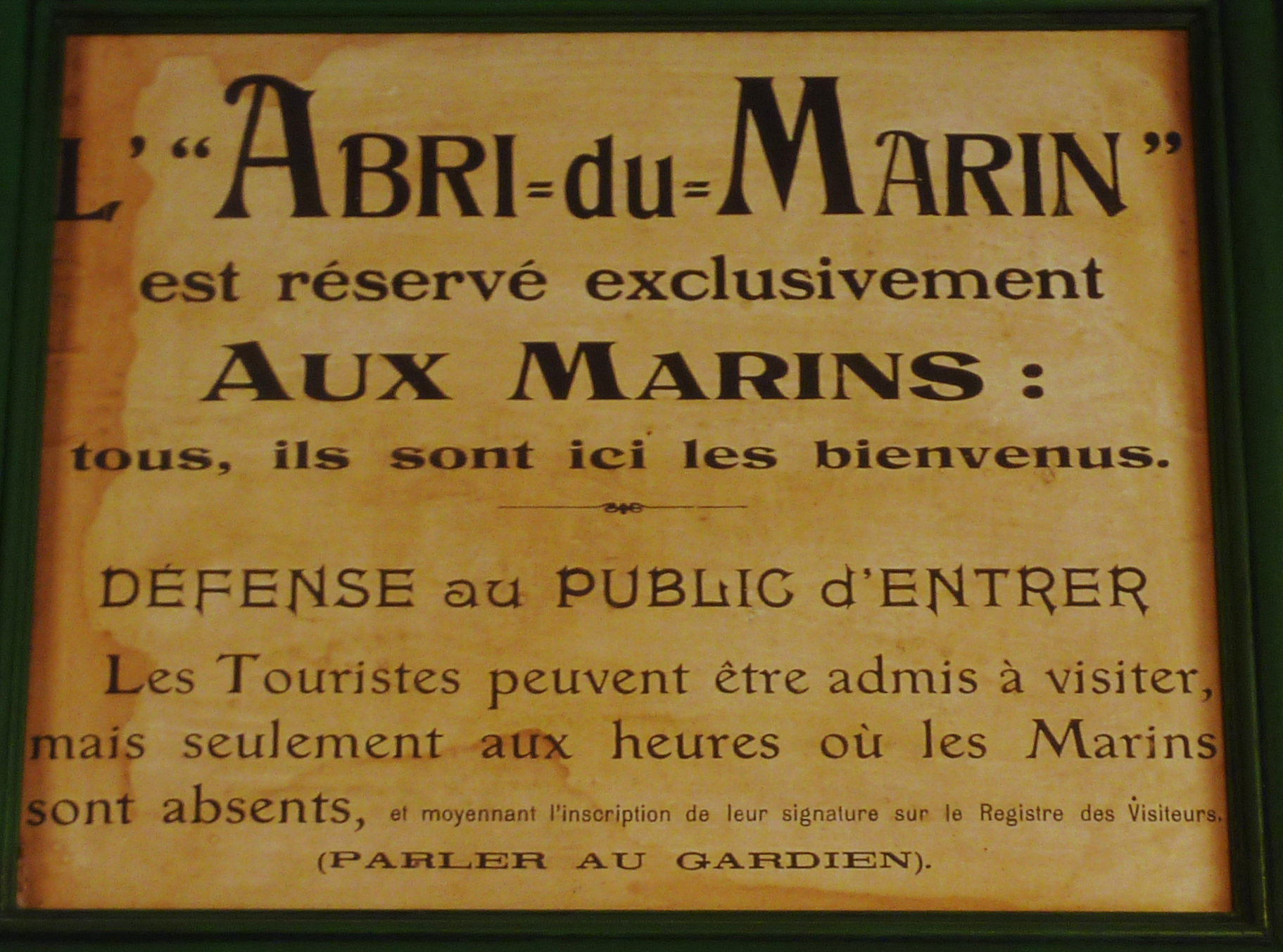
Sainte-Marine : "Abri du marin", affiche
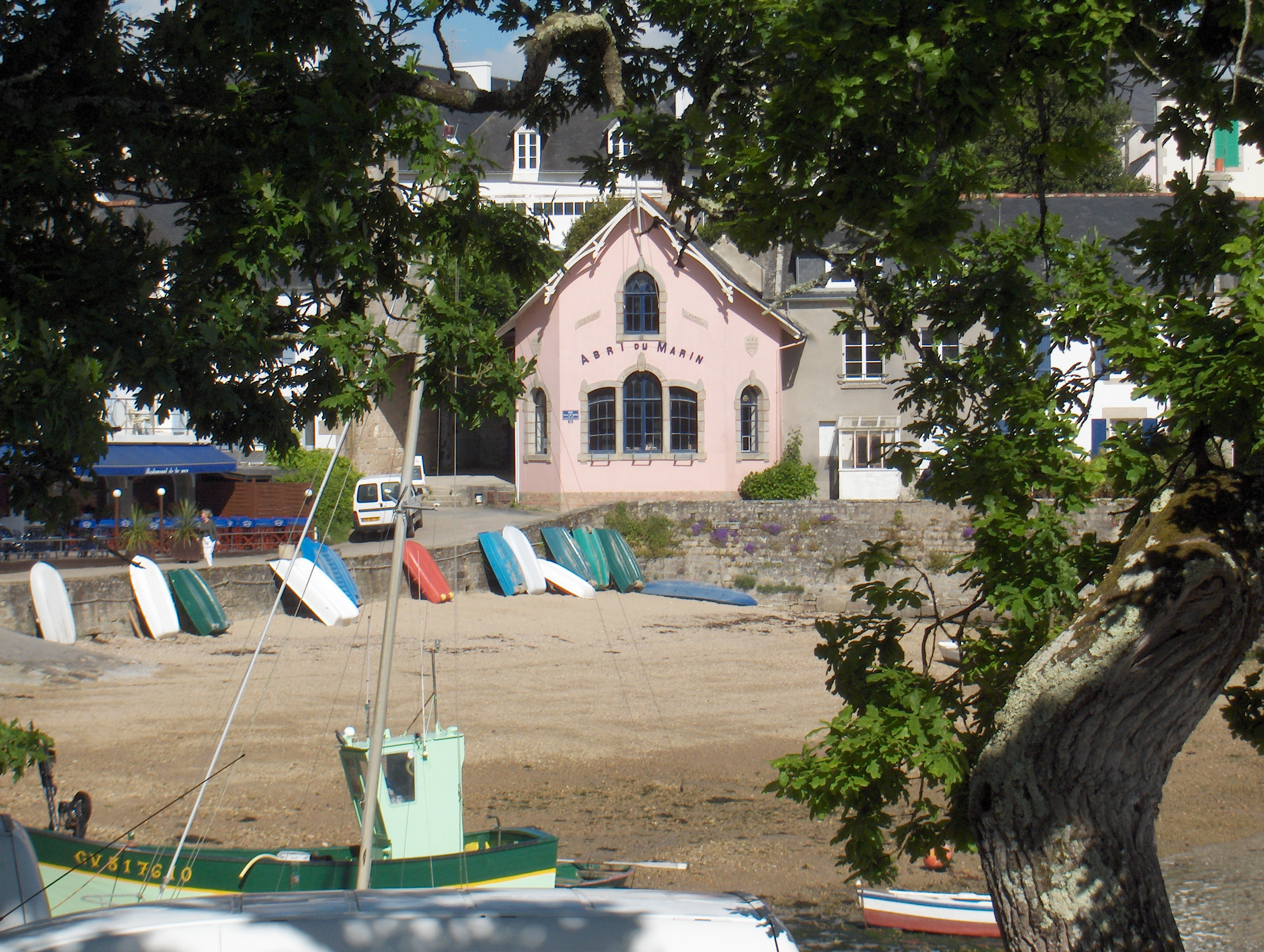
Sainte-Marine : l'Abri du Marin 1
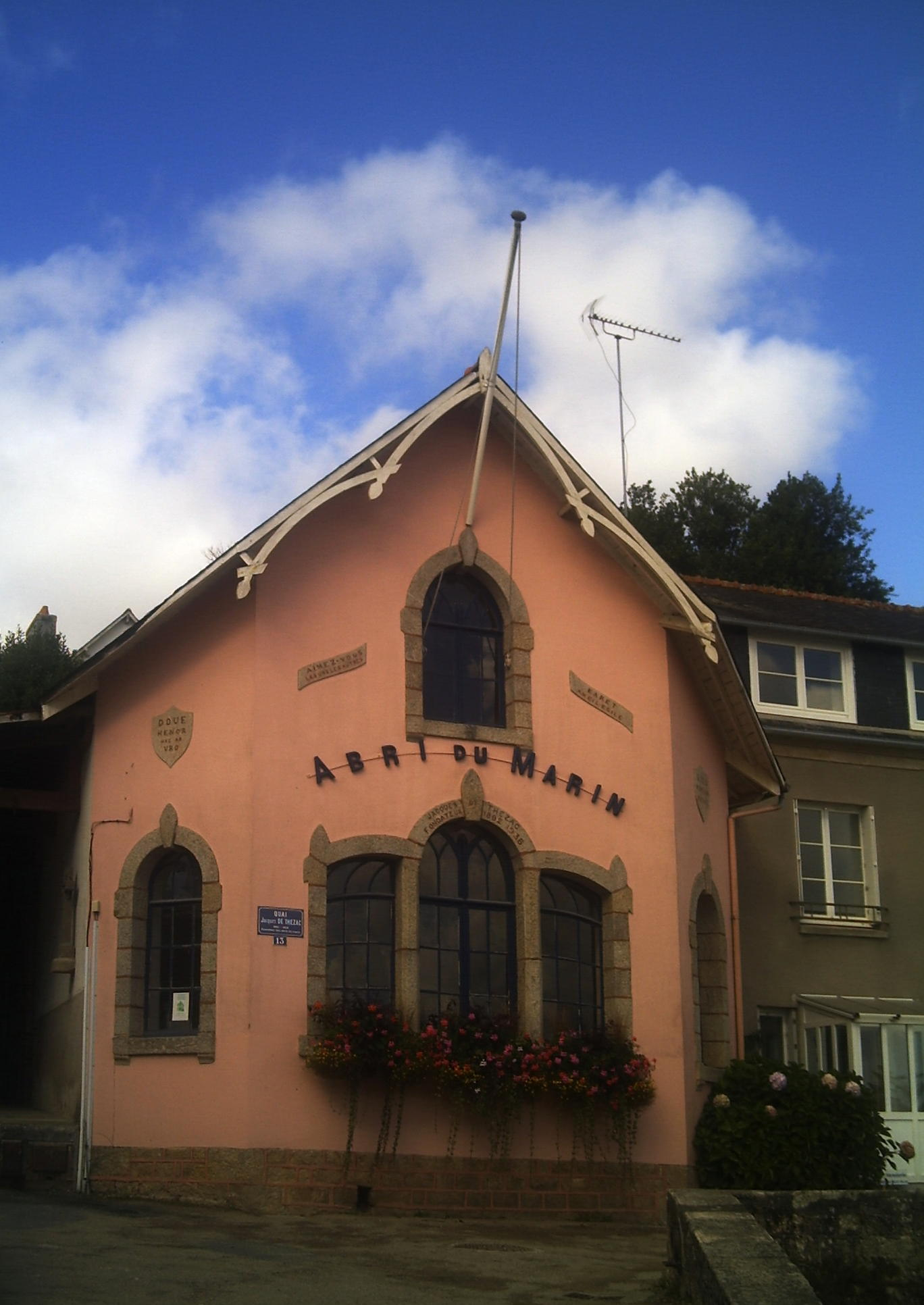
Sainte-Marine : l'Abri du Marin 2
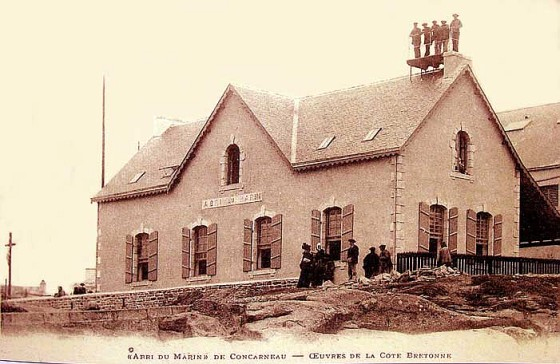
L'Abri du marin de Concarneau (photographie de Jacques de Thézac, vers 1910)

#### L'Œuvre sociale
Les abris étaient financés par des ventes de charité organisées par des notables. Les terrains étaient donnés par les communes ou les paroisses.
Chaque « Abri du marin » formait ensuite une association locale, dirigée par un comité composé d'une vingtaine de pêcheurs élus par leurs camarades. Le premier patron élu à l'abri du Passage, à Quimper, mit au point un gilet de sauvetage qui sera distribué gratuitement à tous les membres.
Actuellement, l’Œuvre du Marin Breton est une Association loi de 1901, déclarée depuis novembre 1968.
Elle a fait suite à l’association Les Frères de la côte (août 1937) qui hérita de Jacques de Thézac la mission de poursuivre l’édition de l’Almanach du Marin Breton.
L’Œuvre du Marin Breton vient toujours en aide aux marins et à leurs familles en difficulté financière, en leur accordant des prêts d’honneur sans intérêt ou des dons. Tous les dossiers sont transmis par les assistants sociaux du Service Social maritime qui accompagnent les marins.

#### Muséographie
Il existe un "Musée des Abris du marin" à Sainte-Marine, rouvert en 2008, consacré aussi à l'œuvre de Jacques de Thézac.
Ses photos sont conservées et présentées au musée départemental breton de Quimper.
Il est inhumé à Combrit Sainte-Marine.